# Nippon Ishin no Kai
Nippon Ishin no Kai (日本維新の会?) è un partito politico giapponese di orientamento conservatore; fondato nel 2012 dal governatore di Osaka Tōru Hashimoto, nel 2014 confluì in Ishin no tō, ma nel 2015 riprese la propria attività come soggetto politico autonomo.
Dal 2012 al 2014 fu altresì designato col nome di «Japan Restoration Party» (dall'inglese: Partito della Restaurazione del Giappone), mentre nel 2015 acquisì, come denominazione alternativa, quella di «Japan Innovation Party» (Partito dell'Innovazione del Giappone), ossia la medesima adottata da Ishin no tō come proprio nome alternativo.

## Storia
Successore dell'«Assemblea per la Restaurazione di Osaka» (大阪維新の会, Ōsaka Ishin no Kai), movimento di natura localista fondato nel 2010, Nippon Ishin no Kai fu lanciato ufficialmente il 12 settembre 2012 come soggetto politico a vocazione nazionale; fece il suo debutto alle elezioni parlamentari del 2012, in cui raggiunse il 20,4% dei voti.
Il 22 settembre 2014 si fuse col Partito dell'Unità (結いの党, Yui no tō) dando vita a Ishin no tō, ma alle parlamentari del 2014 la nuova forza politica si fermò al 15,7% dei voti. 
Dopo alcuni contrasti, il 12 novembre 2015 la componente che faceva capo a Hashimoto abbandonò il partito e lanciò Iniziativa per Osaka che, successivamente, riassunse il nome di «Nippon Ishin no Kai».

## Risultati
| Elezione          | Voti           | %              | Seggi          |
| ----------------- | -------------- | -------------- | -------------- |
| Parlamentari 2012 | 12.262.228     | 20,38          | 54 / 480       |
| Parlamentari 2014 | In Ishin no tō | In Ishin no tō | In Ishin no tō |
| Parlamentari 2017 | 3.387.097      | 6,07           | 11 / 465       |
| Parlamentari 2021 | 8.050.830      | 14,02          | 41 / 465       |